# ホンダカーズ大分
株式会社ホンダカーズ大分（ホンダカーズおおいた）は、かつて大分県大分市に本社を置いていた、ホンダ系自動車ディーラー。

## 沿革
- 1983年 - 設立。
- 2019年10月 - 株式会社ホンダカーズ福岡と合併し、株式会社ホンダ四輪販売福岡・大分に商号変更。

## 店舗
- 古国府店 - 大分市広瀬町2-4-28
- 高城店 - 大分市高城新町9-8
- 別府横断道路店 - 別府市石垣東10-6-16
- 中津下池永店 - 中津市大字下池永44-1-1
- 萩原店 - 大分市牧3-11-2
- 別府上人ヶ浜店 - 別府市中須賀東町7-2
- 南大分店 - 大分市田中町2-7-17
- 大分店 - 大分市中島西3-6-10
- 日田店 - 日田市玉川3-604-20
- オートテラス大分 - 大分市広瀬町2-4-13
- オートテラス中津 - 中津市大字一ツ松563